# Wijlre

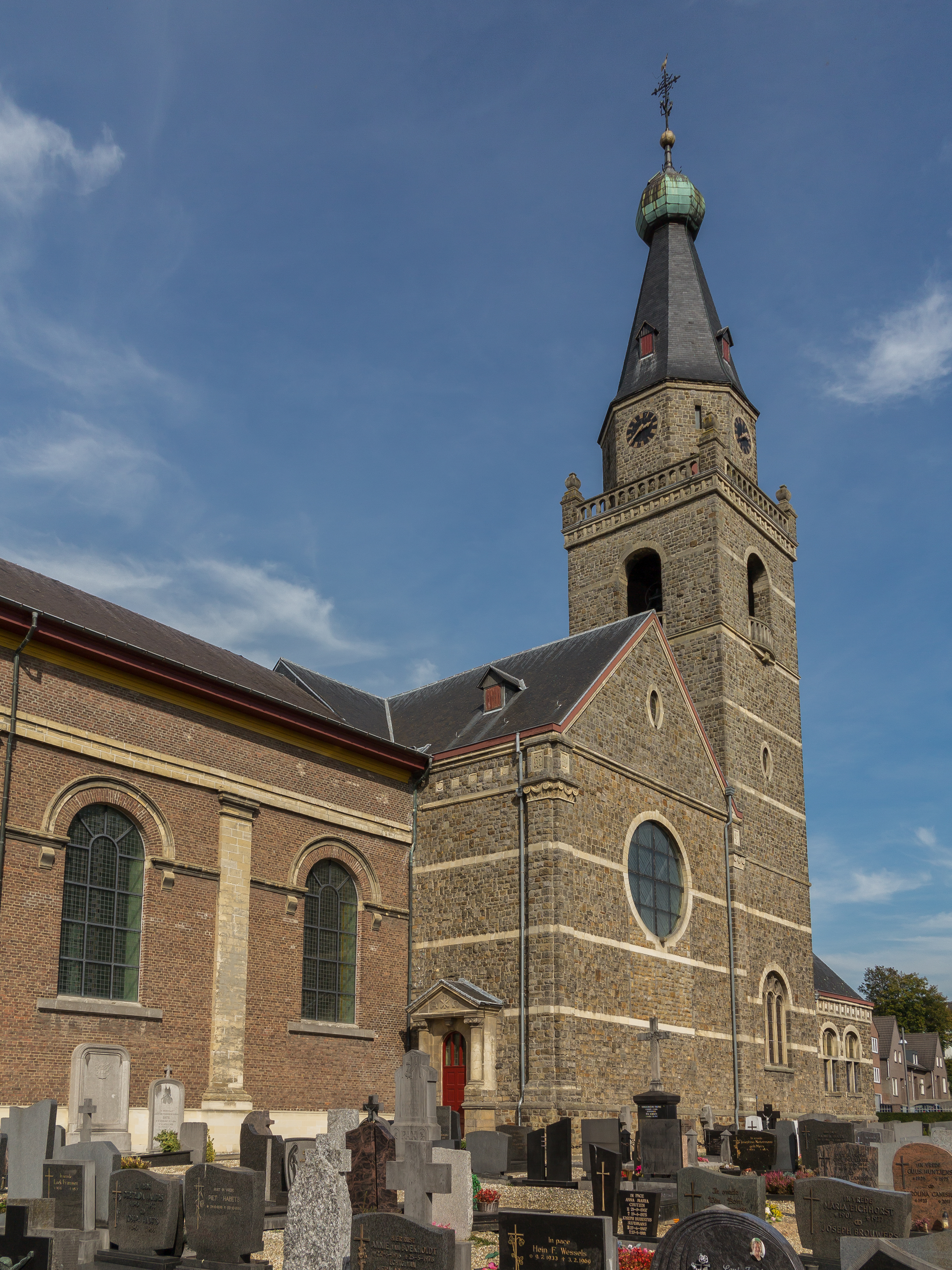
Wijlre, église: de Sint Gertrudiskerk

Wijlre (prononcé [ˈʋilreː] ou [ˈʋilrə] en néerlandais, en limbourgeois Wielder) est un village néerlandais situé dans la commune de Gulpen-Wittem, dans la province du Limbourg néerlandais. Le 1er janvier 2013, le village avait 2 560 habitants.
Wijlre a été une commune indépendante jusqu'au 1er janvier 1982. À cette date, la commune est supprimée et rattachée à Gulpen.